# Thomas Happe
Thomas Happe, född den 25 mars 1958 i Dortmund, Tyskland, är en tysk handbollsspelare.
Han tog OS-silver i herrarnas turnering i samband med de olympiska handbollstävlingarna 1984 i Los Angeles.